# Corydoras panda
Corydoras panda är en fiskart som beskrevs av Han Nijssen och Isbrücker, 1971. Corydoras panda ingår i släktet Corydoras och familjen Callichthyidae. Inga underarter finns listade i Catalogue of Life.